# 龍越
龍越（1465年—？），字德宣，江西吉安府廬陵縣人，民籍，明朝政治人物。

## 生平
江西鄉試第八十四名舉人。弘治六年（1493年）中式癸丑科會試第二百九十三名，三甲第一百一十五名進士。十三年任浙江安吉县知县，官至琼州府知府。

## 家族
曾祖龍伯瓊；祖父龍汝孚；父龍和，臨淮縣學訓導。母李氏。